# Onthophagus laratinus
Onthophagus laratinus är en skalbaggsart som beskrevs av Gilbert John Arrow 1916. Onthophagus laratinus ingår i släktet Onthophagus och familjen bladhorningar. Inga underarter finns listade i Catalogue of Life.